# Cameron Gibson
Cameron Gibson (né le 14 août 1982 à Auckland) est un nageur néo-zélandais.

## Biographie
En 2004, il participe à ses premiers Jeux olympiques à l'édition d'Athènes, il n'y atteint aucune finale. 
Lors des Jeux du Commonwealth de 2006, il est médaillé de bronze sur le 200 m dos.
En 2008, il obtient la médaille de bronze au relais 4 × 100 m quatre nages aux Championnats du monde en petit bassin. Il participe aussi aux Jeux olympiques de Pékin cette même année, où il fint 5e du relais 4 × 100 m quatre nages et 11e du relais 4 × 100 m.